# Ølst Kirke
Ølst Kirke er en kirke i landsbyen Ølst i Ølst Sogn, Randers Kommune.
I skibets nordmur findes en skakbrætsten med 5 vandrette og 5 lodrette rækker.
Kirkens gamle alter er et af de såkaldte gyldne altre, og er i dag i Nationalmuseet.
70 m sydøst for kirken løber Alling Å.